# یاری اندر کس نمی‌بینیم یاران را چه شد
غزلی با مطلع «یاری اندر کس نمی‌بینیم یاران را چه شد»، غزل شمارهٔ ۱۶۹ از دیوانِ حافظ در تصحیحِ محمد قزوینی و قاسم غنی است.

## وزن
فاعلاتن فاعلاتن فاعلاتن فاعلن

## در اجراها
عبدالوهاب شهیدی در برنامهٔ شمارهٔ ۱۵ از مجموعهٔ گل‌های تازه این غزل را در آوازِ دشتی اجرا کرده‌است. هم‌چنین محمدرضا شجریان نیز در سال‌های اولیهٔ پس از انقلاب این غزل را خوانده است.